# Veddum
Veddum is een plaats in de Deense regio Noord-Jutland, gemeente Mariagerfjord. De plaats telt 478 inwoners (2008).